# モスクワ大学
座標: 北緯55度42分14.8秒 東経37度31分43.2秒 / 北緯55.704111度 東経37.528667度
モスクワ大学（モスクワだいがく、ロシア語: Московский университет）は、ロシア・モスクワに本部を置くロシア連邦の国立大学。帝政時代の1755年創設。ロシア最古の大学であり、サンクトペテルブルク大学と並ぶロシアの名門大学である。

## 名称
1755年の設立から1917年ロシア革命以前の名称はモスクワ帝国大学（Императорский Московский университет）。
1940年以降の正式名称はM. V. ロモノーソフ名称モスクワ国立総合大学（ロシア語: Московский государственный университет имени М. В. Ломоносова、略称: МГУ エム・ゲー・ウー）であり、創設者ミハイル・ロモノーソフの名前が冠されている。

## 歴史

### 帝政時代
18世紀の科学者ミハイル・ロモノーソフの「ロシア人子弟のための高等教育機関の創設の必要」を元老院に建言し、これをうけたエリザヴェータ・ペトロヴナ女帝の勅令により、1755年にモスクワ帝国大学（Императорский Московский университет）として創設された。
創設当時は、クレムリンの近くに位置していた。設立当初は小規模であったが、1804年のロシア帝国における大学法で4学部制（人文、物理・数学、医学、倫理・政治学）となった。

### ソ連時代
ソ連において、パスポートの民族区分が「ユダヤ人」だと、モスクワ大学の中で物理学部・数学部に入学すること、ソ連の外交官になること、秘密警察KGBに勤務することなどと共にいくつかのキャリアは閉ざされるというユダヤ人差別があった。
1944年10月14日創立のモスクワ国際関係大学は同大学国際関係学部を前身とする。同1944年のソ連人民委員会議（政府）が決定した国際関係学校再編に基づき、ソビエト連邦外務省に付属する高等教育機関として設立された。
第二次世界大戦後の1950年代にほとんどの学部がクレムリン南西6kmの雀が丘（Воробьёвы）に移転した。1953年モスクワ南西のレーニン丘（当時の雀が丘の呼称）に完成した32階建ての大学本館には、自然科学系学部が収容されている。設計はレフ・ルードネフで、「スターリン様式」の代表作とされ、モスクワのセブン・シスターズのひとつである。高さは240mで教育目的の建物としては世界一の高さであり、1990年にドイツのメッセタワーに抜かされるまでヨーロッパで最も高い建物だった。

### ロシア連邦時代
ロシアの最古最大の総合大学である。
1995年時点で17学部（物理、コンピュータ数学・サイバネティックス、化学、数学・力学、生物学、基礎医学、土壌学、地理学、地質学、歴史学、言語学、法律学、哲学、経済学、ジャーナリズム、心理学、社会学）のほかに、夜間部、通信教育部、留学生教育部、高等教育教員研修部、東洋語研究所などがある。教員数約8000人、学生数約2万8000人で、自然科学系の付属研究所（天文学、核物理学、機械工学、人類学）や博物館（動物学、土壌学、人類学）も付随している。
2003年時点でモスクワ大学は21の学部で構成される。3万1,000名以上の学部学生と約7,000名の大学院生が学び、5,000名以上の専門家が再教育を受けている。学部と研究機関は4,000名の教授、講師陣を擁し、約5,000名の研究者に対する訓練の場となっている。
QS世界大学ランキングの2018-2019年度版で90位とトップ100入りを果たしている。
1992年以来、長年に渡り数学者でロシア国内のオピニオンリーダーの一人であるヴィクトル・A・サドーヴニチィが学長を務める。2022年のロシアによるウクライナ侵攻に際しては、クレムリンの方針を支持する文書 を作成。名門のサンクトペテルブルク大学を含む300を超えるロシアの大学学長らの共同署名に繋げ、プーチン大統領とロシア軍を、モスクワ大学学長としてサポートした。（日本語版Wiki サドーヴニチィの政治活動の項に詳細）。侵攻支持の方針により、イェール大学など世界の著名な大学との協働関係が停止、または再検討されている。また、戦争反対のデモを行い勾留された数十名の学生は大学の方針により退学処分となった。

## 組織

### 学部

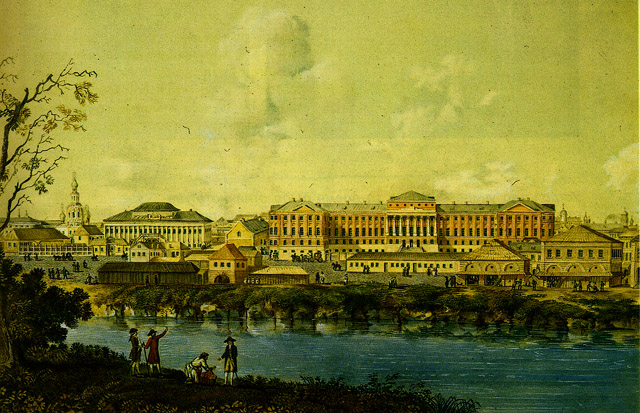
1798年の旧本館（現在心理学・ジャーナリズム学部がある）、Mokhovaya Street

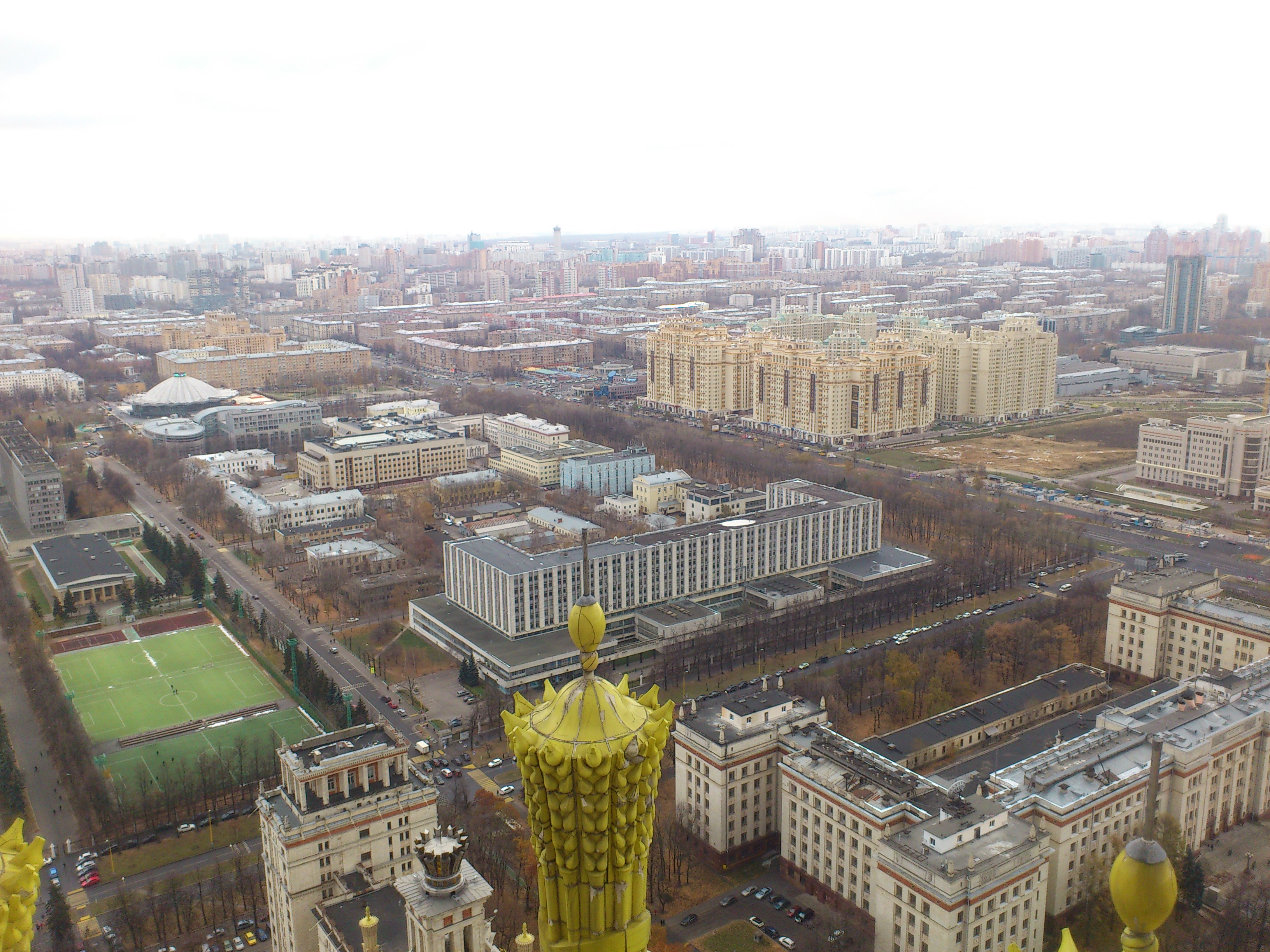
本館からの眺望　南

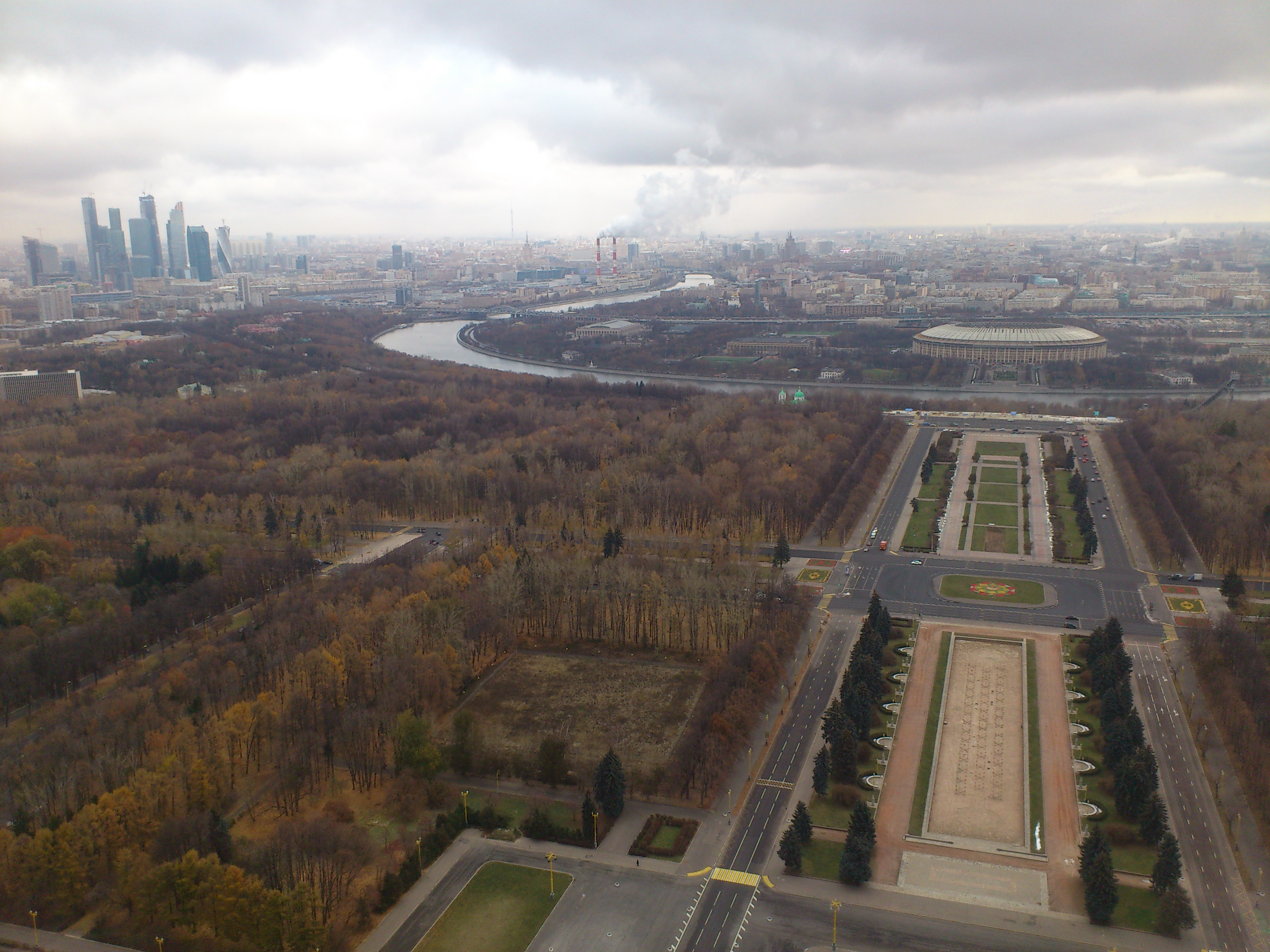
本館からの眺望　北

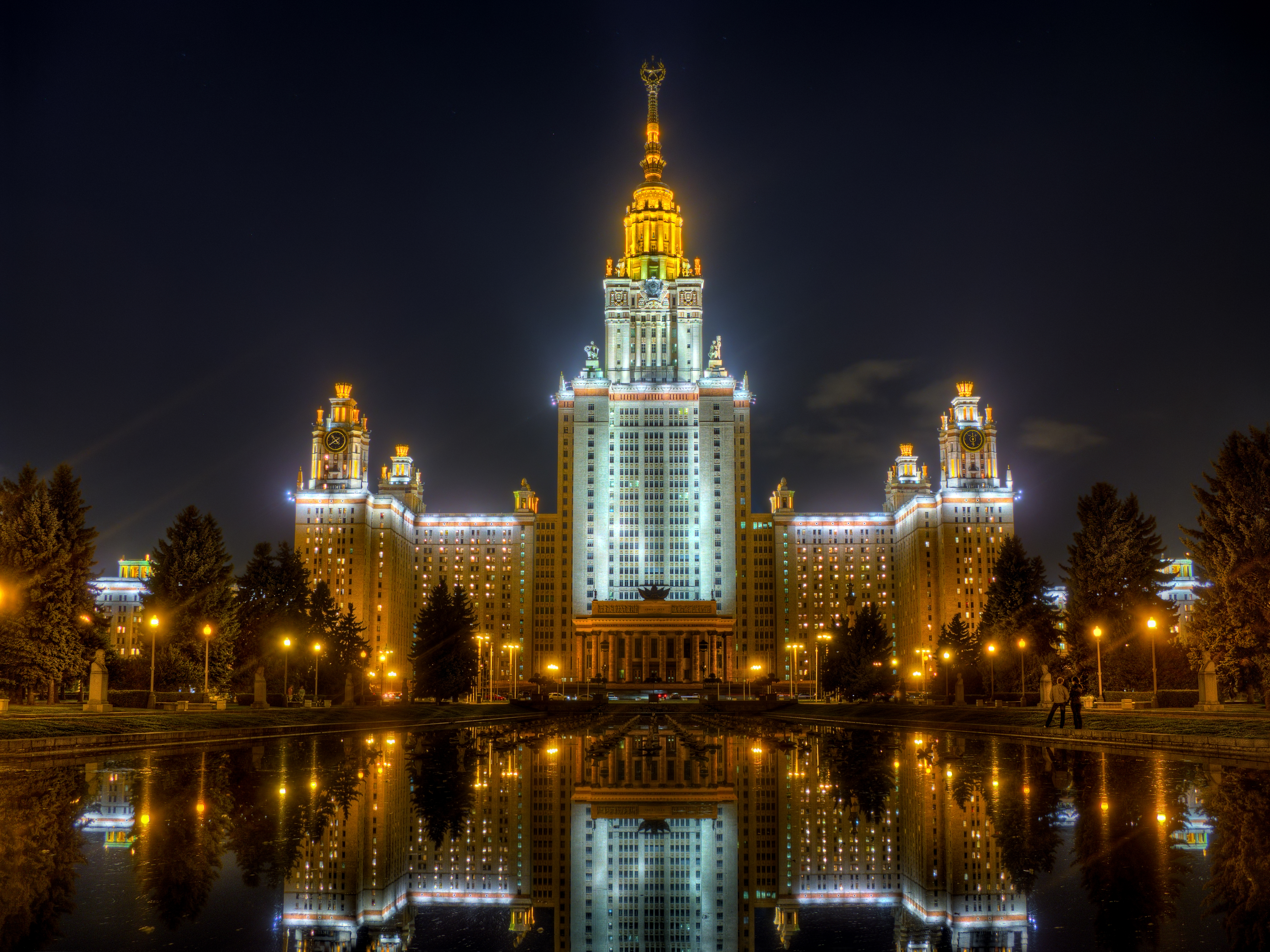
本館の夜景

モスクワ大学には2009年9月現在、39の学部と15の研究所がある。近年、小規模の学部が設置され、物理化学部や高等テレビ学院などが作られた。各学部には経済学部、歴史学部、ジャーナリズム学部、文献学部、心理学部及び社会学部で夜間の講座が開かれている。また、ジャーナリズム学部には通信教育課程がある。公式ホームページには大学の全教職員名簿が掲載されている。大学の学部は以下の通り：

#### 1755年設立
- 哲学部（1755）
- 法学部（1755）
- 医学部（1755）

#### 1929年 - 1941年設立
- 化学部（1929）
- 生物学部（1930）
- 力学部（1933）
- 物理学部（1933）
- 歴史学部（1934）
- 地質学部（1938）
- 地理学部（1938）
- 言語学部（1941）
- 経済学部（1941）

#### 1952年 - 1973年設立
- 新聞学部（ジャーナリズム学部、1952）
- アジア・アフリカ研究所（1956）
- 心理学部（1966）
- 計算数学・サイバネティックス学部（1970）
- 土壌学部（1973）

#### 1988年 - 1995年設立
- 外国語・地域研究学部（1988）
- 社会学部（1989）
- 材料科学部（金属科学部、1991）
- 基礎医学部（1992）
- 行政学部（1993）
- 軍事教育学部（軍事訓練学部、1995）

#### 1997年以降設立
- 教育学部（1997）
- 芸術学部（2001）
- 生物工学・生物情報学部（2002）
- 世界政治学部（国際政治学部、2003）
- グローバル・プロセス学部（2005年）
- 政治学部（2008）
- 基礎物理化学工学部（2011年）
- バイオテクノロジー学部（2013年）
- 宇宙研究学部（2017年）

#### 高等学院（大学院）
- 高等経済学院
- 高等行政学院
- 高等翻訳学院
- 高等国家監査学院
- 高等テレビ学院
- 高等現代社会科学学院
- 高等経営・イノベーション学院
- 高等人文文化政策学院

#### その他の学部
- モスクワ大学準備学部
- モスクワ大学附属ギムナジウム
- モスクワ大学専門研修・研究センター
- モスクワ大学フランス語ユニバーシティー・カレッジ（Collège universitaire français）

### 研究所
- スコベルツィン核物理研究所
- 力学研究所
- シュテルンベルグ国立天文学研究所
- ベロゼルスキー物理化学生物学研究所
- 計算機研究センター
- マイクロワールド理論問題研究所
- 複雑系数理研究所
- アヌチン人類学研究所・博物館
- 生態土壌科学研究所
- 世界文化研究所
- ロシア＝ドイツ科学文化研究所
- 情報セキュリティ問題研究所
- 理論数理物理学研究所
- 人文社会科学教員専門再教育・専門能力開発研究所

### 分校
- モスクワ大学セヴァストポリ分校（クリミア）
- モスクワ大学サロフ分校（ニジニ・ノヴゴロド州）
- モスクワ大学タシケント分校（ウズベキスタン）
- モスクワ大学アスタナ分校（カザフスタン）
- モスクワ大学バクー分校（アゼルバイジャン）
- モスクワ大学ドゥシャンベ分校（タジキスタン）
- モスクワ大学エレヴァン分校（アルメニア）

## 著名な出身者

### ノーベル賞受賞者
- ニコライ・セミョーノフ（1956年化学賞）
- イゴール・タム（1958年物理学賞）
- イリヤ・フランク（1958年物理学賞）
- ボリス・パステルナーク（1958年文学賞）
- ミハイル・ゴルバチョフ（1990年平和賞）
- アンドレイ・サハロフ（1975年平和賞）
- アレクセイ・アブリコソフ（2003年物理学賞）
- ヴィタリー・ギンツブルク（2003年物理学賞）

### フィールズ賞受賞者
- セルゲイ・ノヴィコフ（1970年）
- グレゴリー・マルグリス（1978年）
- ウラジーミル・ドリンフェルト（1990年）
- マキシム・コンツェビッチ（1998年）
- ウラジーミル・ヴォエヴォドスキー（2002年）
- アンドレイ・オクンコフ（2006年）

### チューリング賞
- アントニー・ホーア（1980年、語学留学）

### 政治
- アナトリー・ルキヤノフ（ソビエト連邦最高会議議長）
- ニコライ・ブハーリン（政治家、マルクス主義理論家）
- アナトリー・アダムシン（外交官）
- アナトリー・チェルニャーエフ（英語版、ロシア語版）（ゴルバチョフ大統領補佐官（外交政策担当））
- コンドリーザ・ライス（アメリカ合衆国国務長官。1979年、ロシア語研修生）

### 学術

#### 数学
- アンドレイ・コルモゴロフ（ウルフ賞、公理主義的確率論など）
- パヴェル・アレクサンドロフ
- ユーリ・マニン
- ウラジーミル・アーノルド
- イズライル・ゲルファント

#### 物理学
- イーゴリ・ジャロシンスキー（物理学者。ジャロシンスキー・守谷相互作用で知られる）
- ヤコフ・シナイ（物理学者｡ 2014年アーベル賞受賞）

#### 生物学
- ギオルギ・エリアバ（ファージセラピー研究者）

#### 法学
- コンスタンチン・カヴェーリン（ロシア自由主義・ロシア国家学派）
- ボリス・チチェーリン（ロシア自由主義・ロシア国家学派）

#### 哲学
- イワン・イリイン（政治哲学・宗教哲学）
- コンスタンティン・レオンチェフ（保守主義・君主主義の哲学者）
- パーヴェル・フロレンスキイ（神学・宗教哲学）

#### 言語学
- ロマーン・ヤーコブソン
- ニコライ・トルベツコイ
- ヴィクトル・ヴィノグラードフ
- ナタリア・アヴシェンコ

#### 心理学
- レフ・ヴィゴツキー（ヴィゴツキー学派の創始者）
- ボリス・チェプロフ

#### その他
- タチアーナ・ソコロワ＝デリューシナ（東洋学者。「源氏物語」を翻訳）
- ピョートル・ボガトゥイリョーフ（民族誌学者）
- アレクサンダー・ラエフスキー（日本学者、東北大学准教授）

### 文学
- イワン・ツルゲーネフ
- ヴィクトル・エロフェーエフ（作家、評論家。1970年）
- ボリス・アクーニン（作家、日本文学者）
- マクシミリアン・ヴォローシン（詩人、1877－1932）

### その他
- アルバート・トゥメノフ（総合格闘家）
- ワシリー・カンディンスキー（画家）
- オレグ・デリパスカ（企業家）

### 日本人出身者
- 石井紘基（政治家）
- 河東哲夫（外務官僚、ウズベキスタン駐箚特命全権大使兼タジキスタン駐箚特命全権大使）
- 佐藤優（作家・外務官僚、モスクワ大学プロテスタント神学講師）
- 堀江新二（演劇学者、大阪大学名誉教授）
- 安井侑子（露文学者、神戸市外国語大学名誉教授）

## 名誉博士
- 池田大作（創価学会名誉会長・SGI（創価学会インタナショナル）会長） - ソビエト時代の1975年に名誉博士称号[12][13]を、2002年に名誉教授称号を授賞[14]。
- 松浦晃一郎（駐仏大使、ユネスコ事務局長）

## 切手

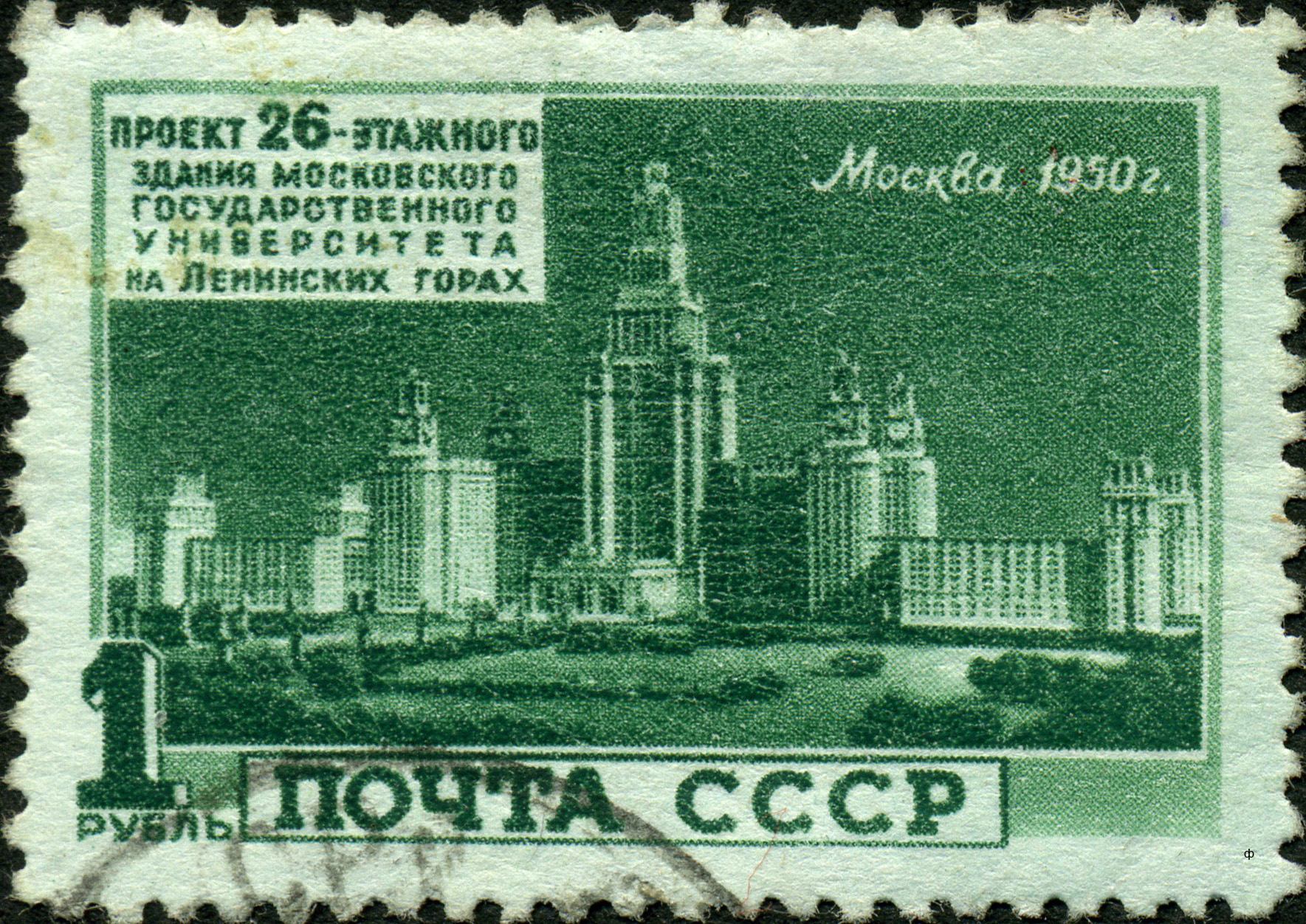
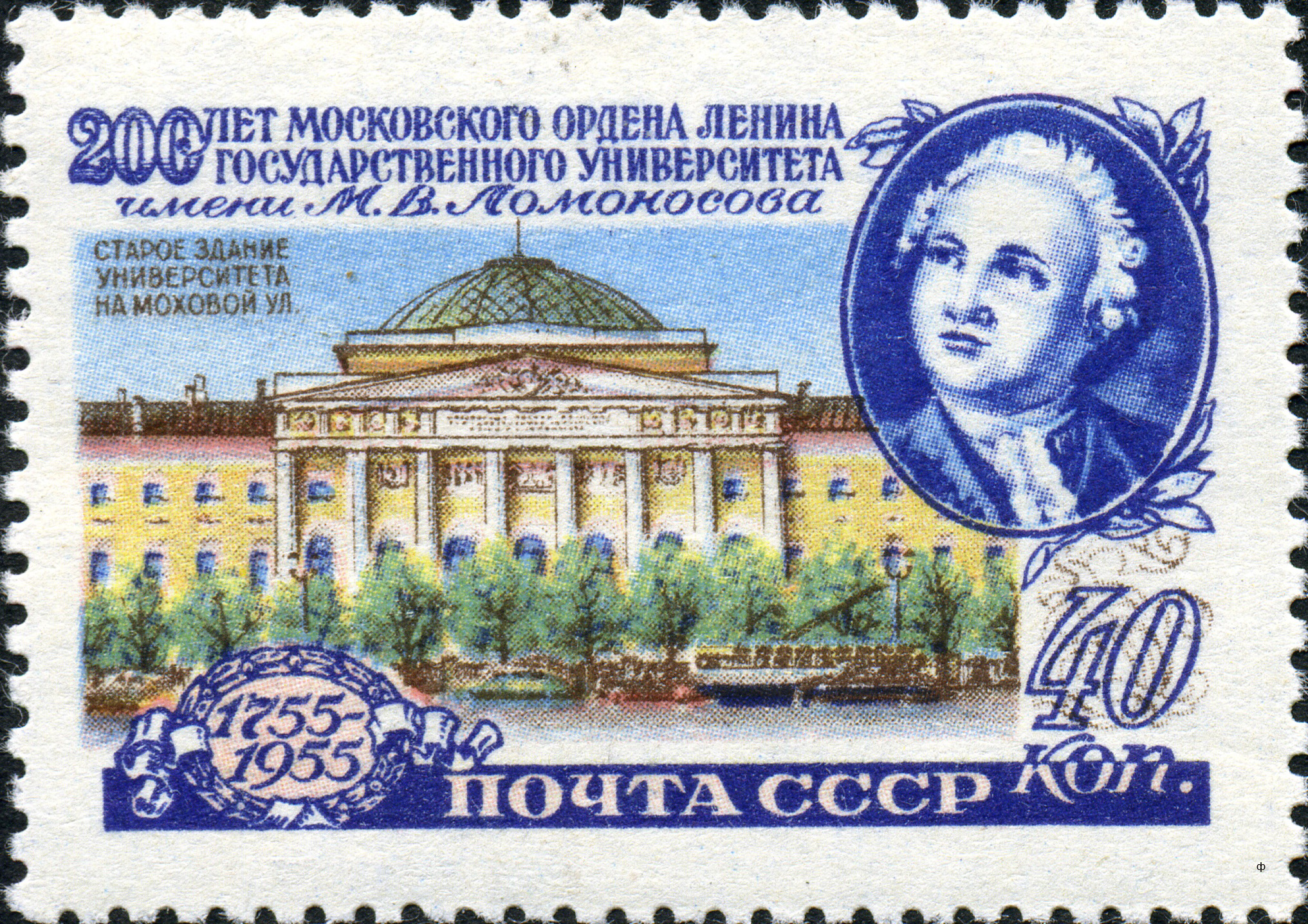
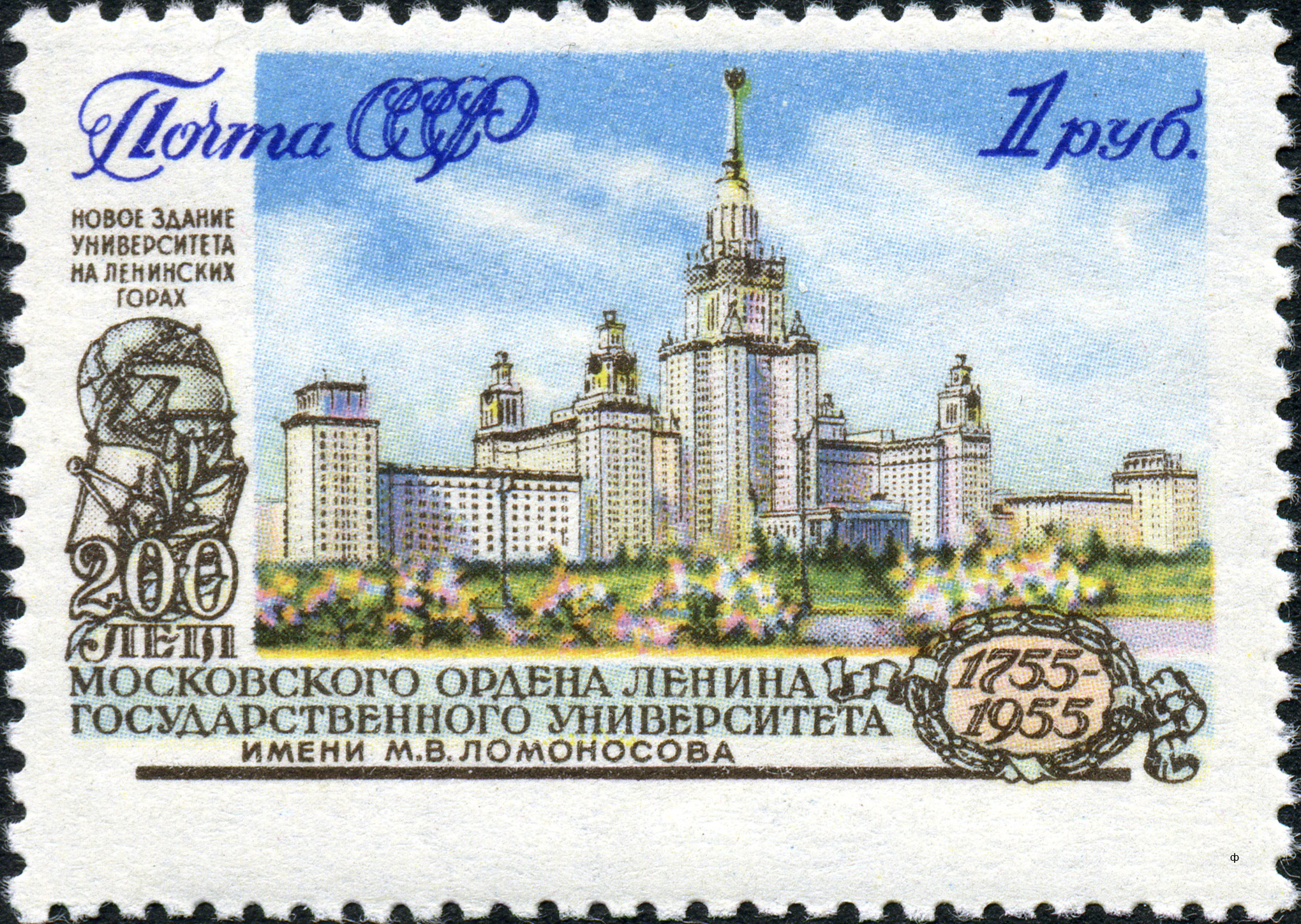
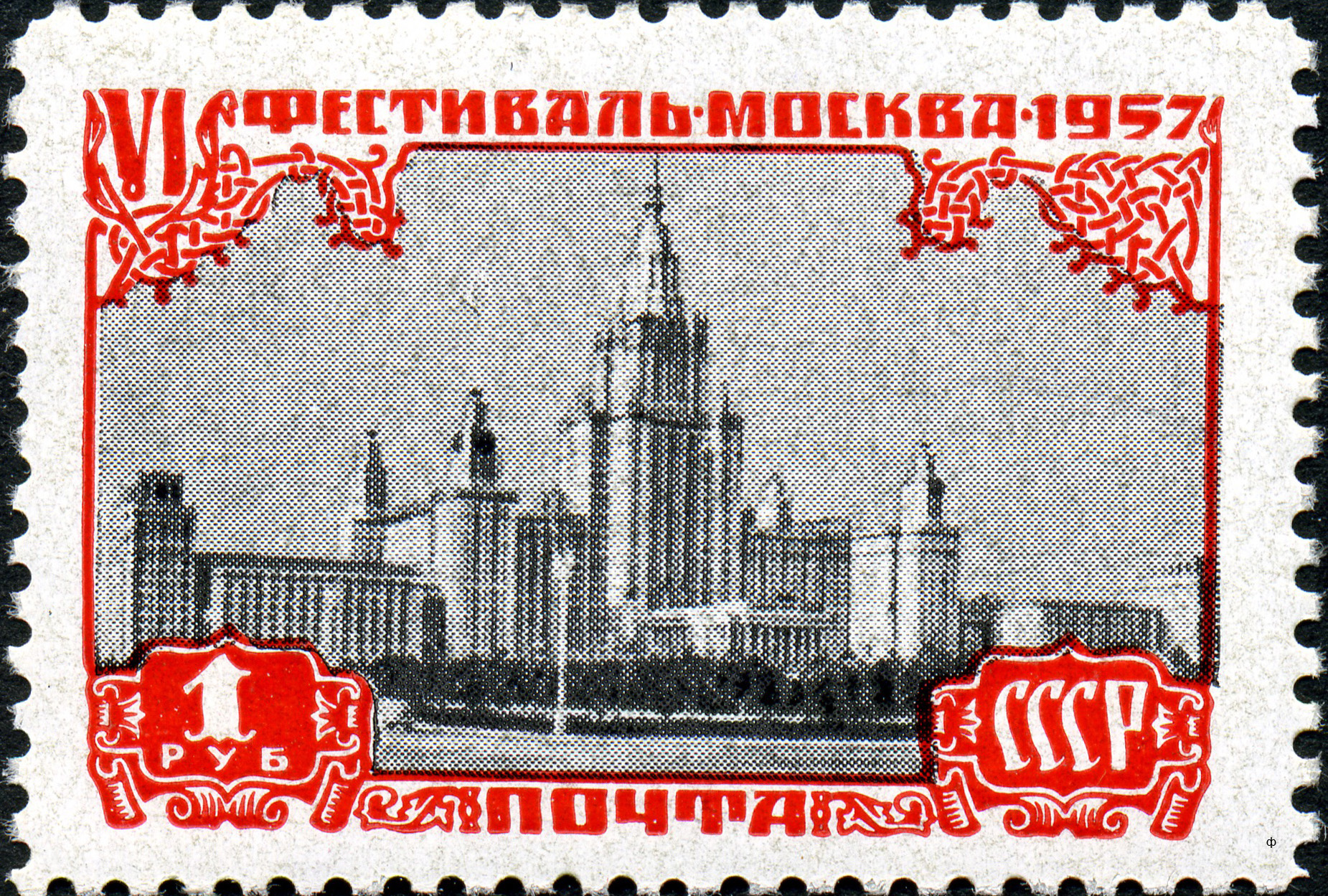
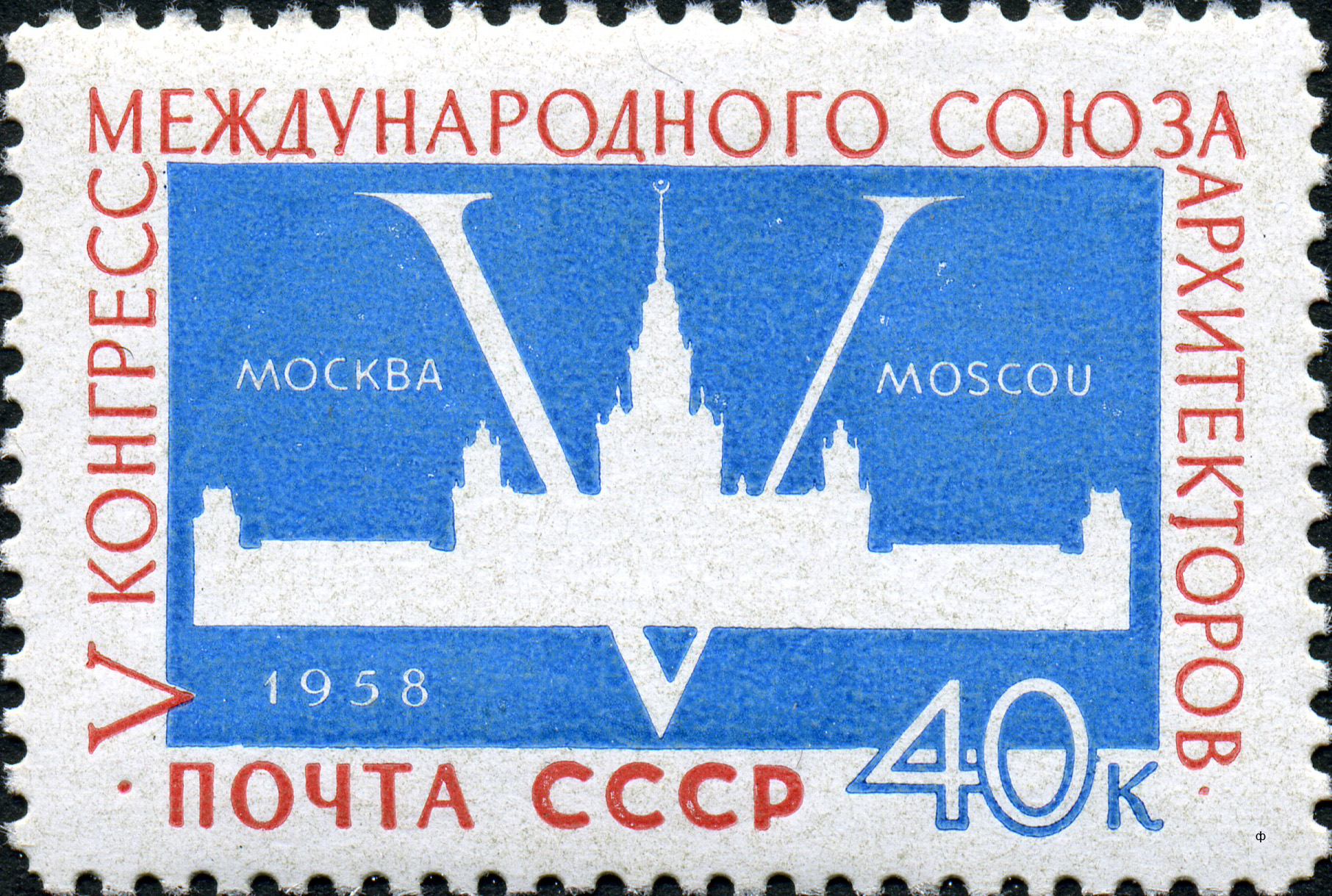
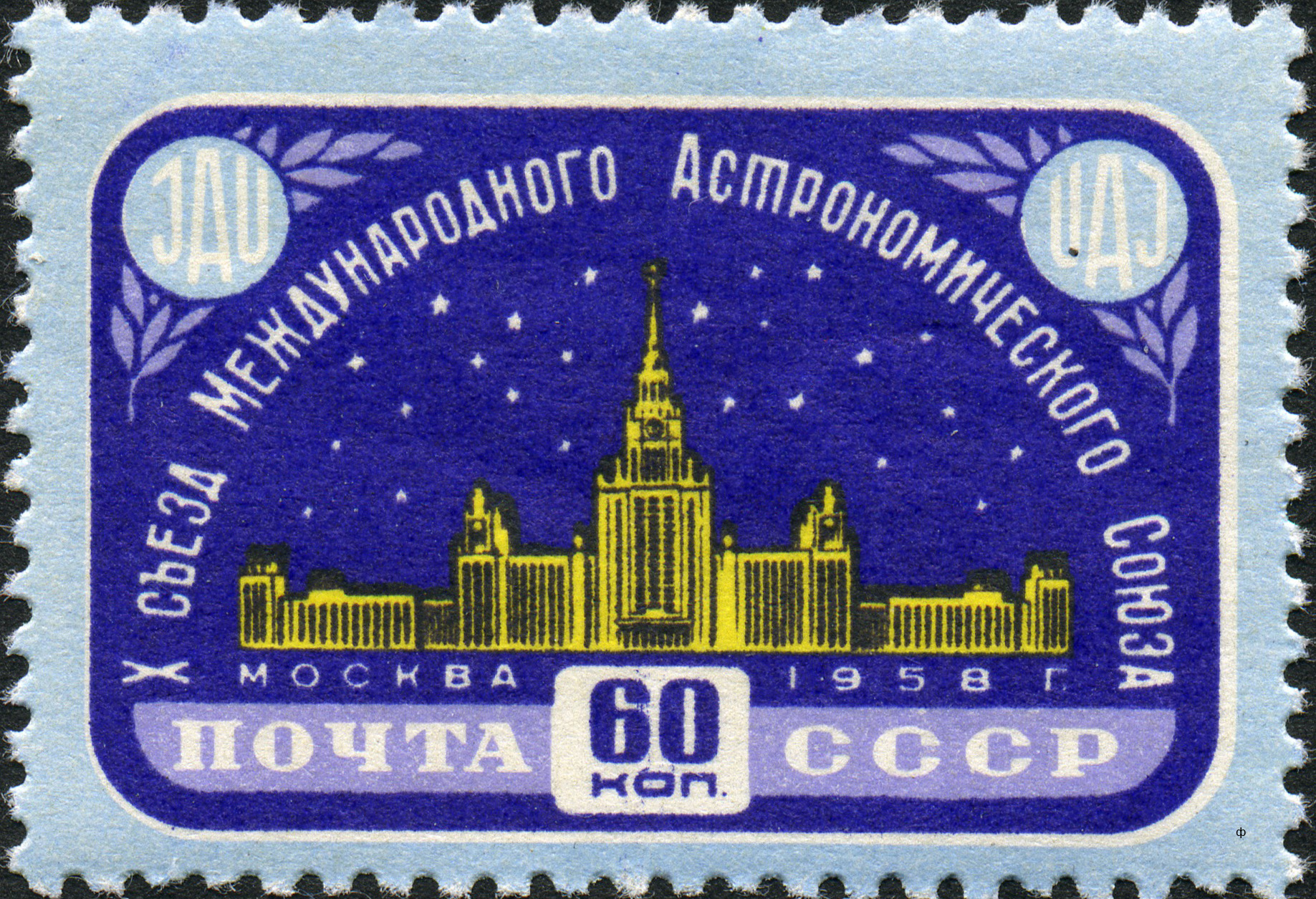
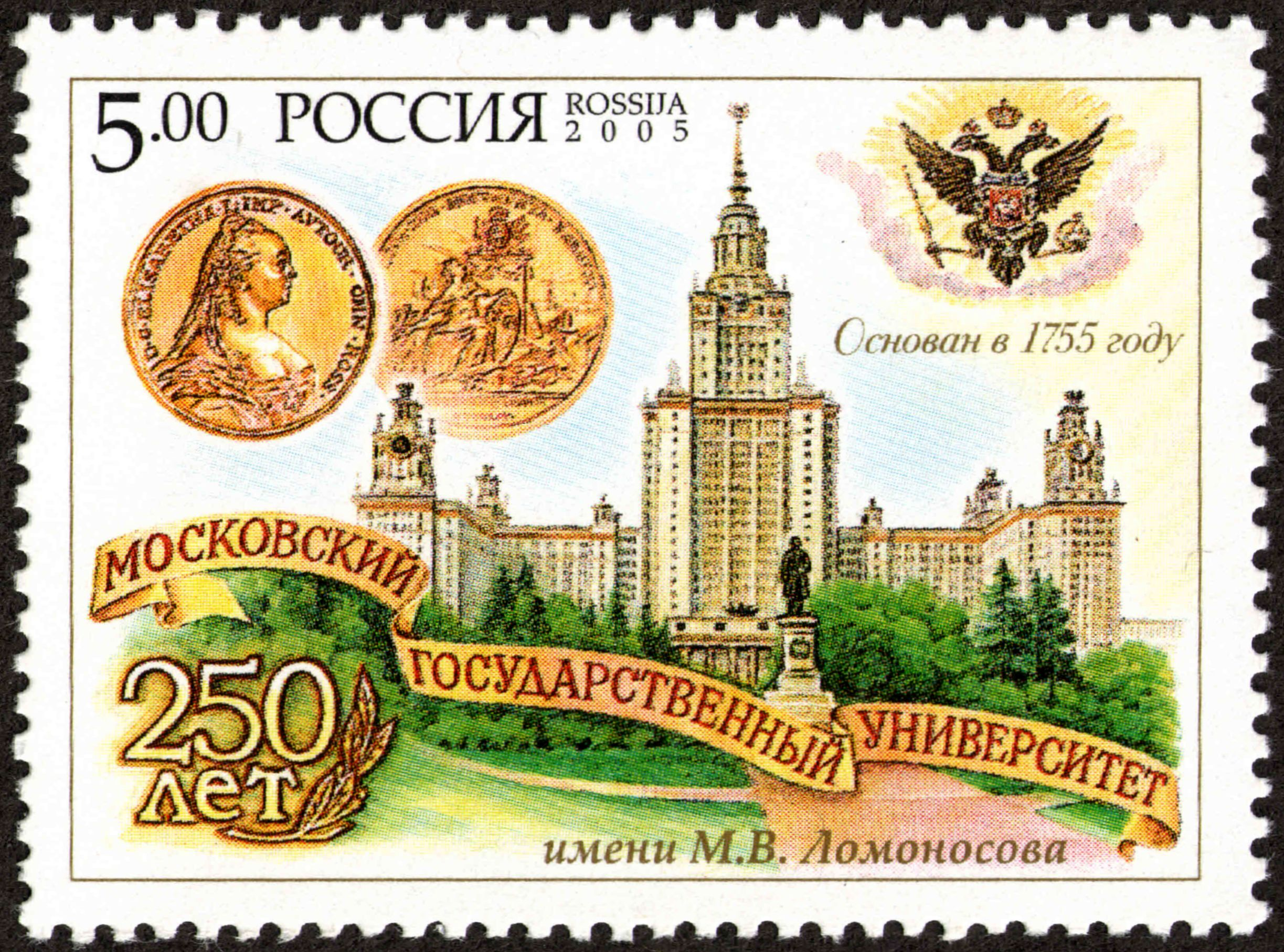

## 姉妹校・提携校

### 姉妹校
- 清雲科技大学

### 学術交流提携校
- 北海道大学
- 札幌大学
- 東京外国語大学
- 一橋大学
- 筑波大学
- 京都大学
- 法政大学
- 明治大学
- 東海大学
- 創価大学
- 神戸学院大学
- 近畿大学